# Флоринка (Харьков)
Фло́ринка — район на севере города Харькова, расположенный на левом берегу Лозовеньковской балки в долине реки Лозовенька между жилым массивом многоэтажной застройки Новой Алексеевкой и Лозовеньковским водохранилищем (выше по течению) и рекой Лозовенька (ниже по течению).
Находится к северо-востоку от Алексеевки и включает в себя многочисленные коттеджные посёлки и близлежащие здания малоэтажной застройки. На востоке район граничит с посёлком Родичи (Черкасская Лозовая), на севере — с селом Чайковка, на западе граничит с пгт Малая Даниловка.
Как административно-территориальной единицы Флоринки не существует; территория относится к б. Дзержинскому району, к Черкасско-Лозовскому сельскому совету Дергачёвского района Харьковской области, а также к Малоданиловскому сельскому совету того же района.
В основном район застроен коттеджными посёлками элитной застройки и считается территорией с высоким уровнем жизни.
Своё название район получил в честь первой появившейся на нем улицы — Флоринской, идущей от Черкасской Лозовой до Малой Даниловки и названной по имени древнеримской богини цветов Флоры.

## История
В середине 19 века на данном месте располагались два хутора: Захаров хутор севернее и Катречкин хутор — южнее.
В 1932 году трестом «Водострой» по проекту института Укргипровод было построено Лозовеньковское водохранилище и начало заполняться; уровень воды в нём в 1941 году был 124,8 м над уровнем моря (сейчас на метр выше — 125,7 м).
В 1933 году рядом с Малой Даниловкой на правом (в основном) и левом берегах реки Лозовеньки был открыт Лозовеньковский плодорассадник (укр.) (рус. — питомник), имевший 383 га земли (на 1966 год), который под руководствои отделения № 2 экспериментальной базы Украинского ордена Ленина института растениеводства имени В. Я. Юрьева выращивал декоративные и плодовые культуры (в основном деревья). Там работал профессор В. Е. Козубенко, лауреат Ленинской премии СССР, в основном занимавшийся селекцией кукурузы.
Подсобные постройки питомника располагались и на левом берегу Лозовеньки на месте Флоринки. Также там была расположена в 1941 году контора Водостроя.
Между 1967 и 1976 годами Лозовеньковский плодовый питомник был преобразован в Малоданиловский совхоз «Декоративные культуры» с 383,3 га земли, который специализировался на выращивании флоры (цветов) и имел 76 000 м² теплиц (в 1976 году). Его постройки были расположены в том числе во Флоринке и были там снесены в 2000-х годах.
В послевоенное советское (после ВОВ) время на месте Флоринки на картах с указаны «подсобные хозяйства» (совхоза и личные дома) с различными постройками, а также пионерский лагерь и Пятихатская насосная станция.
В 1990-х годах сельскохозяйственные земли совхоза начали выводиться из сельхозназначения и водного фонда (сейчас Флоринка выведена из сельхозназначения) и переданы под частное строительство.
Первые загородные дачи появились на данной территории в 1994 году.
В 2008 году в районе развернулась постройка коттеджных посёлков, среди которых «Молодёжная резиденция», «Флоринка», «Флоринка-1», «Новая Флоринка» и другие.
После капитального ремонта Харьковской окружной автомобильной дороги, торжественно открытой на данном участке после реконструкции 12 ноября 2010 года, Флоринка стала более привлекательной для застройки, что активизировало частную застройку района.

## Происхождение названия
Малоданиловский совхоз «Декоративные культуры» в советское время специализировался на выращивании флоры (конкретно-цветов) и имел 76 000 кв. метров теплиц. Его постройки (совхозные и личные дома) были расположены в том числе во Флоринке. Главная улица посёлка и сам посёлок были названы по имени флоры.

## Жители
В одном из самых элитных поселков Харьковской области расположены загородные особняки состоятельных людей, чиновников и их родственников.
У жены Евгения Водовозова, заместителя мэра Харькова по вопросам инфраструктуры города, имеется участок площадью 1500 м2 и дом площадью 439 м², а у его дочери — участок 0,157 га.
Ещё имеется дом на 721 м2, принадлежавший ранее экс-прокурору Харькова Евгению Поповичу, во время работы которого переживала свой расцвет т. н. «кооперативная схема». В 2016 году дом переписан на родственницу экс-прокурора.
Во Флоринке имеется дом судьи Червонозаводского районного суда Елены Сороки. Право на владение домом Сорока получила через суд.
Имеется также практически единственный житель Флоринки с выходом к Лозовеньковскому водохранилищу на своём участке — главный судебный эксперт Харьковской области Александр Клюев. Ему принадлежит дом площадью 418,1 м2 и участкок в 3,8 га.

## Улицы Флоринки
- Алексеевская улица[23], названа по имени харьковского исторического района Новая Алексеевка.
- Благодатная улица.[24]
- Водостроительный переулок.[25]
- Казацкий переулок.[24]
- Казацкая улица.
- Киевская улица[23].
- Кленовый переулок[23].
- Улица Лозовенька, названная по названию реки Лозовенька, вдоль которой проходит.
- Луговая улица.[24]
- Масельского улица[23], названа именем харьковского хозяйственника Александра Масельского.
- Межевой переулок.[25]
- Межевая улица[23]
- Мостовая улица[23]
- Окружная улица[23]
- Олимпийская улица[23], названа в честь Олимпиады-80, проводившейся в СССР.
- Парковая улица.[24]
- Перспективная улица.[24]
- Подгородний переулок[23]
- Подгородняя (Подгородная) улица[23], названа по одноимённой ж.д. платформе
- Престижная улица.[24]
- Райский уголок улица[23]
- Сиреневая улица[23]
- Счастливая улица.[24]
- Улица Флоринка[23]
- Харьковского метрополитена улица.[23]
- Элитная улица.[24]
- Южный переулок.[25]
- Южная улица[25] (по отношению к основной части Малой Даниловки).

## Водные объекты
- Река Лозовенька, левый приток реки Лопань.
- Лозовеньковское водохранилище.
- На частной территории имеются несколько[26] искусственных озёр, одно из которых имеет площадь 0,4 га и искусственный остров.[27] Также вдоль реки Лозовенька имеются подряд десять небольших прудов.[28]

## Транспорт
Основной транспортной магистралью является Харьковская окружная автомобильная дорога (М-03), называющаяся здесь Лозовеньковский проспект. Также транспортной артерией внутри посёлка является улица Флоринка. Обе эти магистрали проходят вдоль реки Лозовеньки параллельно друг другу.
Маршрутные автобусы 119 Э, 305 Э.
Ближайшая станция метрополитена — Проспект Победы (станция метро, Харьков).
Ближайшие остановки электропоезда — Подгородняя (платформа) и Лозовенька (платформа) на линии Харьков-Белгород Курско-Харьковско-Азовской железной дороги, открытой на данном участке в 1869 году.